# Сабутис, Эугениюс
Эугениюс Сабутис (лит. Eugenijus Sabutis; род. 10 сентября 1975, Ионава, Литовская ССР, СССР) — литовский политический и государственный деятель, министр транспорта и связи (с 2024).

## Биография
Родился 10 сентября 1975 года в Ионаве, Литовская ССР, СССР.
В 1994 году окончил местную гимназию, после чего поступил в Университет Витовта Великого. Ещё в качестве студента университета он стал активным участником молодёжной организации Социал-демократической партии Литвы, от которой в 2015 году был избран в муниципальный совет Ионавского районного самоуправления.
13 декабря 2016 года он занял пост главы местного самоуправления после того, как Миндаугас Синкявичюс был назначен министром экономики и инноваций. В ноябре 2020 года Сабутис был избран депутатом Сейма Литвы от Ионавы.
12 декабря 2024 года он получил портфель министра транспорта и связи при формировании правительства Гинтаутаса Палуцкаса. После отставки кабинета министров 4 августа 2025 года стал исполнять обязанности главы ведомства до назначения нового правительства.

## Личная жизнь
Сабутис женат, у него есть сын.